# 잽 (격투기)
잽(영어: jab)은 권투 등의 주먹을 사용하는 격투기에서 훅이나 스트레이트 정도로 허리를 사용하지 않은 상태에서, 힘을 너무 넣지 않고 하는 펀치이다. 권투에서 특히 사용 빈도가 높아 중요시되는 기본 기술 중 하나이다.